# Prorasea sideralis
Prorasea sideralis là một loài bướm đêm trong họ Crambidae.